# Топонимия Аляски

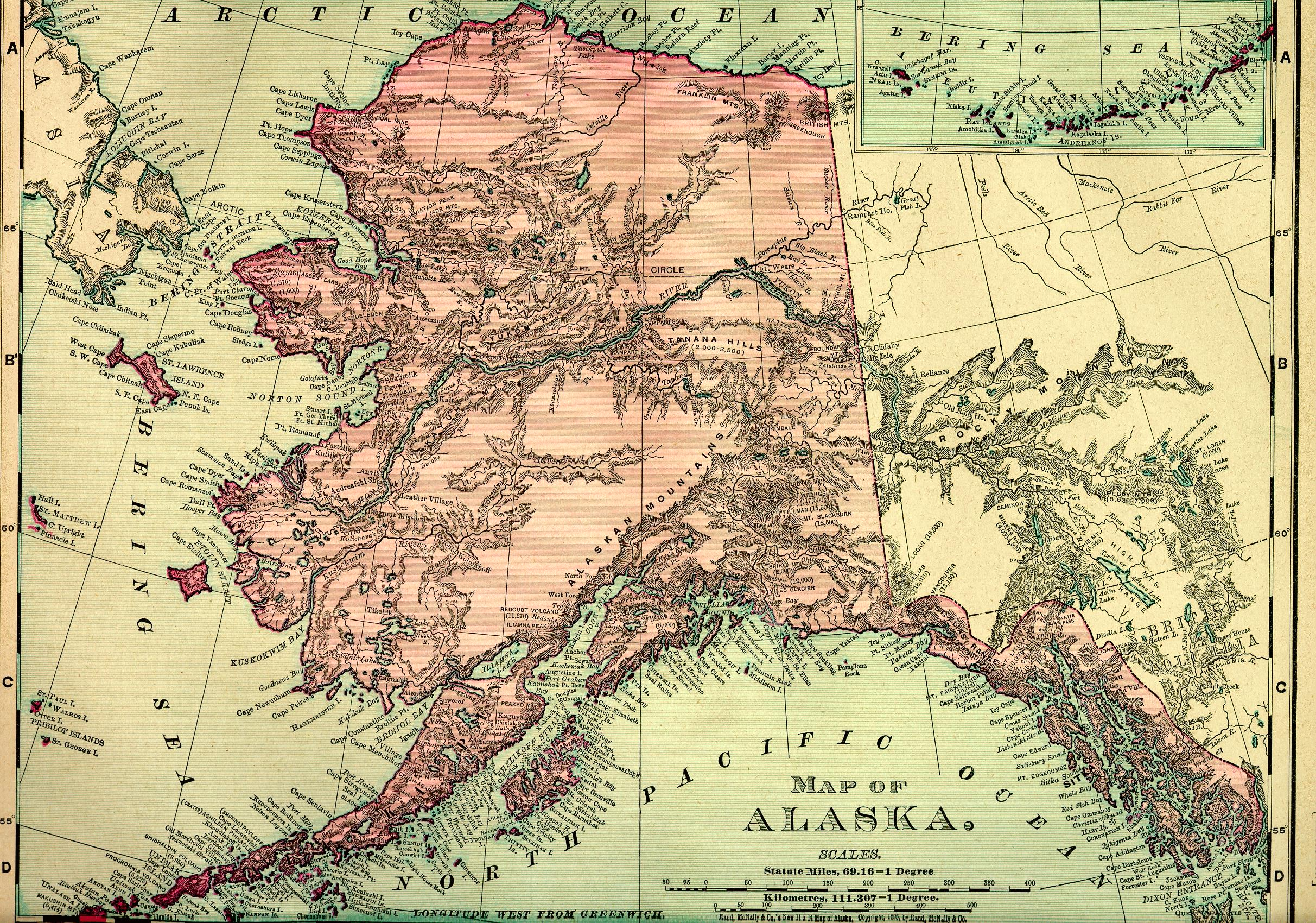
Карта Аляски (1895 г.)

Топонимия Аляски — совокупность географических названий, включающая наименования природных и культурных объектов на территории американского штата Аляска. Структура и состав топонимии штата обусловлены его географическим положением и богатой историей.

## Название Аляски
После приобретения территории бывшей Русской Америки в 1867 году в сенате США рассматривались предложения о её наименовании. Предлагались названия Алеутия, Американская Сибирь, Полярия и другие, но утверждено было название «Аляска» (англ. Alaska), по названию полуострова Аляска на юго-западе территории. В отношении этимологии названия полуострова, в свою очередь, существуют различные точки зрения. Согласно одной из них, название происходит из алеутского алах’сах' или ала’сх’а — «китовое место, китовое изобилие». Распространённое ранее объяснение из алеутского а’ла’ас’ка — «большая земля» — ошибочно. В России XVIII—XIX вв. полуостров часто назывался Алякса. Другая точка зрения — что название образовано от алеутской идиомы, буквально означающей «объект, на который направлено действие моря». В англоязычной литературе также встречаются названия Aleut Peninsula — «полуостров Алеут» или «полуостров алеутов», и Aleutian Peninsula — «Алеутский полуостров».

### Прозвища Аляски
Аляска, как и все штаты США, имеет ряд прозвищ. К числу таковых относятся: «Большая земля» (англ. Great Land), «Последний Рубеж» (англ. Last Frontier) — официальное прозвище, «Земля Полуночного Солнца» (англ. Land of the Midnight Sun), «Глупость Сьюарда» (англ. Seward’s Folly), «Чердак дяди Сэма» (англ. Uncle Sam’s Attic), «Континентальный Штат» (англ. Mainland State).
Возникновение каждого из них обусловлено определёнными историческими, географическими или культурными особенностями. Так, название «Большая земля» или «Великая земля» происходит от размеров Аляски, по территории это — крупнейший штат США (1,7 млн квадратных километров), «Чердак дяди Сэма» — пренебрежительное название, позиционирующее штат как задворки США, «Последний Рубеж», или «Последняя граница» — подчёркивает наличие необжитых просторов, с этим же связан девиз штата — «На север, в будущее» (North to the Future). «Глупость Сьюарда» или «Холодильник Сьюарда» (англ. Seward’s Icebox) — подчеркивает пренебрежительное отношение к покупке Аляски по инициативе госсекретаря У.Сьюарда.

## Формирование и состав топонимии
По оценке В. А. Жучкевича, в топонимии Аляски выделяется 5 основных групп по происхождению:
- алеутско-эскимосские
- индейские (атабаскские)
- русские
- английские
- мемориальные[11].

Алеутско-эскимосские топонимы распространены в основном в прибрежных районах, местах обитания коренного населения Аляски. К ним относятся прежде всего инсулонимы — названия островов, относящихся к территории штата: Атту, Агатту, Унимак, Аватанак, Нунавак, Афогнак, Коктоавак, а также названия заливов и проливов — Игиак, Тогиак, Нумагак, Качемак, Квичак, и другие гидронимы — Кускокуим, Поркьюпайн, Инноко, Ноатак. Что касается ойконимов, поселения с названиями алеутско-эскимосского происхождения в основном получили имена от близлежащих рек, заливов, гор и т. д., как, например, Тогивак, Квинхагак, Киппук, Ангок, Уналаклит, Алакапут, Квагамиут, Шактолик. Топонимы алеутско-эскимосского происхождения, как правило, включают такие форманты как -найпак (гора), -уманак, -унимак, -энивак (остров, земля), -нунивак (тундра), -вик, -ивик (бухта, залив), -атнык (мыс), -алик, -илик (река, ручей) и т. д.. По оценке В. Д. Беленькой, некоторые эскимосские слова не только используются в составе топонимов Аляски, но и употребляются в американском варианте английского языка в качестве научных географических терминов, например:
- Нунатак (эскимосск. Nunatak) — отдельная скала, выступающая над поверхностью ледника; вошло в языки Западной Европы не позднее 1880-х годов. Встречается в топонимах Nunatak Cove (бухта), Nunatak Fiord (устье реки), Nunatak Knob (гора), Nunatak River (ручей);
- Пинго (эскимосск. Pingo) — возвышение, образующееся в результате вспучивания грунта в зоне вечной мерзлоты. Встречается в топонимах Pingo lake (озеро), Pingo Hill[12].

Ареал индейско-атабаскских топонимов располагается в южной и восточной частях штата и привязан к местам обитания соответствующих этнических групп. Пласт этих топонимов невелик, к нему относятся такие названия как оронимы Чичмит, Нуцитин, гидронимы Юкон, Танана, Сутитна, Чисточина, Титна, Сулукна, Алатна .
Особый интерес представляет русскоязычный пласт топонимов, поскольку на территории Аляски наблюдается уникальное, нигде более не встречающееся взаимодействие топонимии русского и английского языков. Этот пласт начал формироваться по мере освоения Аляски русскими, с середины XVIII века. Несмотря на то, что на Аляске и прилегающих к ней островах в период нахождения в составе России проживало незначительное число русских (порядка тысячи человек), сформировался довольно значительный русскоязычный топонимический пласт (по некоторым оценкам, более тысячи названий). После продажи Аляски в 1867 году русскоязычные топонимы стали заменяться англоязычными, и, по оценке Жучкевича, к 1960-м годам на Аляске и Алеутских островах оставалось лишь 224 топонима русского происхождения, некоторые из которых к тому же практически утратили первоначальную форму.
При этом после продажи Аляски США процесс образования русских топонимов не прекращался, поскольку названия давали учёные и путешественники, службы и ведомства самих США, а также русское, креольское и обрусевшее население (из алеутов, эскимосов и индейцев).
К числу наиболее известных русскоязычных топонимов относятся инсулонимы: острова Голый, Долгий, Чёрнобурый, Прибылова, Моржовый, Семисопочный; гидронимы — Андреевская, Коротайка, Белуга, оронимы — Гора Святого Ильи, вулкан Врангеля, ойконимы Александрово, Белуга, Никишка, Бараново, Ново-Архангельск (Ситка) и т. д. В память о русских мореплавателях названы острова Чичагова, Баранова, Худякова, посёлок и горы Врангеля, пролив Шелехова, мысы Кутузова, Сенявина, Лескова и другие.
Самый обширный пласт топонимии штата составляет англоязычная топонимия. Англоязычные названия сравнительно легко раскрываются, если не имеют в основе неанглоязычного термина. К числу англоязычных топонимов относятся, например, Кросс-Канал, Контроллер, Нортонн, Литл-Делта, Драй-Крик, Бёрч-Крик, ойконимы Дайомонд, Браун, Боннифилд, Олд-Виллидж, Сьюард, Гервуд, Монтана, Колледж, Сентрал-Хауз, оронимы Гердин, Редаут, Уайт-Маунтинс, Фишер-Дом, Дабл-Пик, Томпсон и т. д. По оценке Жучкевича, удельный вес англоязычных гидронимов составляет порядка 5-8 %, оронимов — 20-25 %, ойконимов − 60-70 %.
Что касается мемориальной топонимии, наличие этого пласта характерно для всех территорий, расположенных в высоких широтах. На Аляске к числу коммеморативных топонимов относятся, помимо русских, названия в честь английских и французских мореплавателей — залив Кука, море Бофорта, мыс и поселение Барроу, остров Монтегю, гора Мак-Кинли, река Эндикотт и другие. Столица штата Джуно названа в честь канадского путешественника и золотоискателя Дж. Джуно.
Специфика географического положения Аляски накладывает отпечаток на её топонимию. По оценке В. Д. Беленькой, в топонимах Аляски встречается ряд географических терминов, отсутствующих в топонимии других регионов США, к которым следует отнести:
- Moraine (морена) — ледниковое отложение: Moraine (район), Moraine Creek (ручей), Moraine Reef (риф); Moraine Island (остров);
- Cirque — ледник в горах, воронкообразный провал: Cirque Creek (ручей);
- Pinnacle — остроконечная скала, вершина: The Pinnacle (скала), Pinnacle Peak (гора), Pinnacle Gulch (ущелье), Pinnacle Glacier (ледник)[15].